# Пфеффикон (Швиц)
Пфеффикон (нем. Pfäffikon) — населённый пункт в Швейцарии, окружной центр, находится в кантоне Швиц.
Входит в состав округа Хёфе. Находится в составе коммуны Фрайенбах. Население составляет 7222 человек (на 31 декабря 2008 года).